# Michail Vasil'evič Alekseev
Michail Vasil'evič Alekseev (in russo Михаил Васильевич Алексеев?; Tver', 3 novembre 1857 – Ekaterinodar, 25 settembre 1918) è stato un generale russo.
Ufficiale di spicco prima e durante la prima guerra mondiale, fu uno dei capi delle forze anti-bolsceviche dell'Armata Bianca nel periodo 1917-1918.

## Biografia
Nato a Tver', cittadina posta tra i fiumi Volga e Tverca, suo padre era capitano dell'esercito nel 64º Reggimento del Kazan'. Dopo aver intrapreso anche lui la carriera militare, conseguì i gradi alla scuola militare di Mosca nel 1876 e fu assegnato al 64º Reggimento di Kazan'.
Dopo aver terminato il corso di studi all'Accademia Militare Nicolas, nel 1890 venne nominato aiutante di campo al quartier generale del 1º Corpo d'Armata del distretto militare di San Pietroburgo, dove prestò servizio sia in qualità di ufficiale che come professore di storia all'accademia militare del distretto dal 1898 al 1904.
Con lo scoppio della guerra russo-giapponese, venne nominato nel 1904 generale quartiermastro della 3ª Armata Russa in Manciuria e, durante il conflitto, venne insignito dell'Ordine di San Stanislao e dell'Ordine di Sant'Anna. Dopo la guerra, nel 1908, venne nominato capo del distretto militare di Kiev.
Contrario al governo dei Soviet, dopo la presa del potere da parte dei bolscevichi nella rivoluzione d'ottobre del 1917, si recò a Novočerkassk, dove ricevette supporto dal leader dei cosacchi del Don, il generale Kaledin. Venne poi raggiunto dal generale Kornilov, con il quale non ebbe mai buoni rapporti. Nel dicembre 1917, Kornilov prese il comando militare delle forze anti-bolsceviche, mentre lui si concentrò sulle relazioni diplomatiche e finanziarie. Dopo la morte di Kornilov nell'aprile 1918, si dimise dalle forze controrivoluzionarie per ritirarsi nella regione del fiume Don. Nel settembre 1918, morì a Ekaterinodar a causa di un infarto. Inizialmente venne lì sepolto nella cripta cosacca della cattedrale, ma la famiglia volle che le sue spoglie fossero trasferite a Belgrado, in Serbia, dove sono ancora oggi.
Fino al 1917 fu membro della massoneria, in una loggia militare.